# Фёдоровка (приток Кантемировки)
Фёдоровка, Яр Хороший — река в России, протекает по Кантемировскому району Воронежской области. Правый приток Кантемировки.

## География
Река Фёдоровка берёт начало у села Гармашевка. Течёт на запад по открытой местности. Устье реки находится в центральной части посёлка Кантемировки в 7 км по правому берегу реки Кантемировки. Длина реки составляет 26 км, площадь водосборного бассейна — 222 км².

## Данные водного реестра
По данным государственного водного реестра России относится к Донскому бассейновому округу, водохозяйственный участок реки — Дон от города Павловск и до устья реки Хопёр, без реки Подгорная, речной подбассейн реки — бассейны притоков Дона до впадения Хопра. Речной бассейн реки — Дон (российская часть бассейна).
Код объекта в государственном водном реестре — 05010101212107000004652.